# Going Inside EP
Going Inside — это второй EP музыканта Джона Фрушанте, выпущенный 5 марта 2001. Песни "Time Is Nothing" и "The Last Hymn" B-Sides песни с To Record Only Water for Ten Days, хотя "Time Is Nothing" может быть найдена в утёкших демозаписях To Record Only Water for Ten Days. "So Would Have I" и "Beginning Again" вышли на альбоме From the Sounds Inside.

## Список Композиций
Слова и музыка всех песен — Джон Фрушанте.
| №                   | Название            | Длительность |
| ------------------- | ------------------- | ------------ |
| 1.                  | «Going Inside»      | 3:36         |
| 2.                  | «Time Is Nothing»   | 2:33         |
| 3.                  | «So Would've I»     | 2:09         |
| 4.                  | «The Last Hymn»     | 1:57         |
| 5.                  | «Beginning Again»   | 2:09         |
| Общая длительность: | Общая длительность: | 12:24        |